# Мейнарович Євген Володимирович
Мейнарович Євген (Ойґен[джерело не вказане 172 дні]) Володимирович (*22 березня 1941, Херсон — †2 червня 2011, Київ) — український математик і термінограф.

## Біографія
Народився в Херсоні. Виріс і закінчив школу в селі Чабани під Києвом, від 1958 року жив у Києві. 1965 року закінчив Київський політехнічний інститут. Працював інженером-технологом на заводі «Більшовик», служив в армії, від 1970 року до кінця життя працював в Інституті математики НАН України. Протягом багатьох років паралельно з математичними студіями займався укладанням перекладних термінологічних словників.
1988 року захистив кандидатську дисертацію «Диференційні та інтеґральні рівняння математичної фізики». Розробляв числоаналітичні методи інтеґрування крайових задач із нелінійністю в межових умовах. Вперше всебічно дослідив складні випадки нелінійних збурень еволюційних процесів на поверхні. Одержав важливі результати, пов'язані з алгоритмами побудови наближених розв'язків рівнянь з псевдодиференційним оператором та їх математичним обґрунтуванням. Вперше застосував до дифузійних та хвильових рівнянь редукцію нелінійних крайових умов до рівнянь з псевдодиференційним оператором і довів, що за певних умов зредуковане рівняння має власні частоти і що малий параметер наявний навіть у разі сильно нелінійних збурень.
Уклав, разом з колегами, шість англійсько-українських та українсько-англійських словників із точних та природничих наук, зокрема перший в історії України англійсько-український термінологічний словник з математики (і взагалі з точних та природничих наук)
Учасник, науковий секретар Київського фізико-математично-астрономічного термінологічного семінару, постійний учасник термінологічних нарад та конференцій. Автор низки статей з проблем термінознавства.

## Словники, укладені Євгеном Мейнаровичем
- Англо-український математичний словник, близько 10 000 термінів — перший англійсько-український словник в термінографії природничих та точних наук (Київ, НВП «Дидактик», 1993, спільно з Р. Воронкою, М. Кратком та В. Павленком)
- Англійсько-український словник з програмування і математики, понад 22 000 термінів (Луцьк, Надстир'я, 1998, спільно з М. Кратком, М. Кікецем, В. Павленком, І. Черненком та Д. Шеріком)
- Українсько-англійський словник природничих термінів із префіксом не-, близько 4000 термінів (Київ, 2000, спільно з О. Кочергою)
- Англійсько-український словник з інформатики і математики, близько 10 000 термінів (Львів, НВФ «Українські технології», 2004, спільно з М. Кратком та І. Черненком)
- Англійсько-український словник. Математика та кібернетика, 50 000 термінів (Київ, Перун, 2010, спільно з М. Кратком) адреса в інтернеті [Архівовано 11 квітня 2011 у Wayback Machine.]
- Англійсько-українсько-англійський словник наукової мови (Фізика та споріднені науки) у двох частинах, близько 150 000 термінів у кожній частині (Вінниця, Нова книга, 2010, спільно з О. Кочергою) адреса в інтернеті [Архівовано 11 квітня 2011 у Wayback Machine.]